# Borena Alanijska
Borena Alanijska, gruz. ბორენა, bila je sestra alanijskog kralja Durgulela Velikog, te druga supruga gruzijskog kralja Bagrata IV., koji je vladao od 1027. do 1072. godine.
Srednjovjekovna gruzijska povijesna tradicija pruža vrlo malo informacija o Boreni. Bagrat ju je oženio u ranim 1030.-im godinama, nakon smrti svoje prve žene Elene Argir, nećakinje bizantskog cara Romana III. Argira. To je bio samo jedan u nizu brakova između srednjovjekovne gruzijske dinastije Bagrationi i njihovih prirodnih saveznika, kraljevske kuće Alanije. Čini se da je Borena zadržala kontakte sa svojim alanskim precima, jer gruzijske kronike svjedoče da je Bagrat IV. prilikom posjeta Durgulela, ugostio ga zajedno sa svojom suprugom Borenom. Posljednji spomen Borene bijaše njena nazočnost Bagratovoj smrti 1072. godine.
Bagrat IV. i Borena bijahu roditelji Đure II. Gruzijskog, budućeg nasljednika gruzijskog prijestolja i Marije Alanijske.